# Bozsik Aréna
Het Bozsik Aréna is een multifunctioneel stadion in Boedapest, de hoofdstad van Hongarije. Het stadion vernoemd naar de Hongaarse voetballer József Bozsik (1925–1978), die speelde voor Budapest Honvéd FC. De club die gebruikmaakt van het stadion is Budapest Honvéd FC. In het stadion is plaats voor 8.200 toeschouwers.
De bouw van het stadion begon in 2019. Het stadion werd gebouwd op de plek van het Bozsik Józsefstadion. Dat stadion werd eerst afgebroken. De openingswedstrijd vond plaats op 14 maart 2021. Die wedstrijd ging tussen en Szekszárd UFC en Honvéd II.
In maart 2021 was dit stadion een van de stadions op het Europees kampioenschap voetbal onder 21 van 2021. Er staan drie groepswedstrijden op het programma.
Voor het stadion staat een standbeeld van Gábor Szőke. Het is een leeuw.